# Ministério do Turismo, Artes e Cultura de Timor-Leste
| Ministério do Turismo, Artes e Cultura |                        |
| Díli                                   |                        |
| Atual ministro                         | Francisco Kalbuady Lay |

Francisco Kalbuady Lay, o titular do cargo.

O Ministério do Turismo, Artes e Cultura de Timor-Leste é o órgão central do Governo responsável pela conceção, execução, coordenação e avaliação da política, definida e aprovada pelo Conselho de Ministros, para as áreas do turismo, da arte e da Cultura.